# With or Without You - Con te o senza di te
With or Without You - Con te o senza di te (With or Without You) è un film del 1999 diretto da Michael Winterbottom.
Il film, di produzione britannica, è stato presentato alla 56ª Mostra internazionale d'arte cinematografica di Venezia nella sezione «Cinema del Presente». Il titolo è ispirato all'omonima canzone degli U2

## Trama
La vicenda si svolge a Belfast in epoca contemporanea. Vincent e Rosie, sposati da cinque anni, sono in crisi a causa della loro possibile infertilità. I loro tentativi di avere un figlio si sono rivelati finora infruttuosi e Vincent rifiuta l'idea di ricorrere alla fecondazione artificiale eterologa. Giunge improvvisamente dalla Francia Benoit, amico di penna di Rosie: i due, che non si sono mai incontrati prima di allora, si sono scambiati lettere e regali per anni interrompendo la corrispondenza quando la ragazza si è sposata. Benoit viene ospitato nell'abitazione di Vincent e Rosie.